# Mountainboro
Mountainboro è un comune degli Stati Uniti d'America situato nella contea di Etowah dello Stato dell'Alabama.
Nel novembre 2007, con una votazione vinta 82 voti contro 81, la popolazione di Mountainboro ha scelto di annettersi alla città di Boaz. Sulla regolarità della votazione però pende un ricorso che blocca la procedura di annessione.